# Danyiil Olegovics Trifonov
Danyiil Olegovics Trifonov (oroszul Даниил Олегович Трифонов; Nyizsnyij Novgorod, 1991. március 5.–) Grammy-díjas orosz zongoraművész, zeneszerző, nemzetközi zongorista versenyek többszörös díjazottja. A korszak legjelentősebb zongorista egyénisége, a ma vezető klasszikus virtuóza.

## Élete, munkássága
Trifonov Nyizsnyij Novgorodban született, apja Oleg Trifonov zeneszerző, anyja Marina Trifonova zenetanár. Ötéves korában kezdte zongoratanulmányait, és hétévesen már szólóestet adott. Ezen a hangversenyen fordult elő, hogy koncert közben vesztette el egyik tejfogát. 2000-ben a család Moszkvába költözött, és a gyerek, a Gnyeszina nővérek nevét viselő Orosz Állami Zeneakadémián tanult tovább Tatyjana Zelikman irányításával. Zelikman Trifonovon kívül több más híressé vált zongoristát is elindított pályáján, például Alekszandr Kobrint, Konsztantyin Lifsicet vagy Alekszej Vologyint. Később, 2006 és 2009 között Vlagyimir Dovgan mellett zeneszerzést is tanult. 1999-ben első díjat nyert a moszkvai Anna Artobolevszkaja versenyen, amely fiatal zongoristák számára volt kiírva, ezt követően számos hazai versenyen nyert díjat. Külföldi versenyen először 2006-ban, 15 éves korában mutatkozott be: a pekingi Chopin Young Pianists versenyen nyert harmadik díjat, majd 2008-ban a San-Marinó-i versenyen lett első, ráadásul különdíjat kapott a „Chick Corea Afterthought” című kompozíciójáért. 2010-ben a varsói XVI. Nemzetközi Chopin zongoraversenyen harmadik díjat nyert, ezen kívül különdíjat kapott a legjobb mazurka-előadásért. 2009-ben Tatyjana Zelikman javaslatára a Cleveland Institute of Musicben folytatta zongora tanulmányait, zeneszerzői tanulmányait pedig Keith Fitch-nél.
Karrierje a varsói verseny után indult be erőteljesen, számos meghívás érkezett számára a világ minden részéről. Hangversenyt adott Oroszországban, Németországban, Ausztriában, Olaszországban, Lengyelországban, Kínában, Kanadában, az USA-ban, Izraelben és még sok más helyen. Évente 150 koncertet ad szerte a világban, szólókoncerteket is és a világ számos vezető szimfonikus zenekarával és karmesterével. Eközben lemezfelvételeket készít, 2013-ban szerződést kötött a Deutsche Gramofon kiadóval. 2017-ben Liszt Ferenc Transzcendentális etűdjeinek CD-felvételével Grammy-díjat nyert.
Nagyon sokat dolgozik, egy róla szóló újságcikk szerint „napi 36 órát”. Játszott és játszik Amerika és Európa vezető szimfonikus zenekaraival, rengeteg szólóestet ad, fellép nemzetközi zenei fesztiválokon, televíziók és rádiók veszik fel és sugározzák előadásait.
Munkásságát elismerő kritikák és véleménynyilvánítások kísérik. Keith Powers zenekritikus például így méltatta 2018-ban: „Minden nemzedéknek megvannak a nagyszerű zongoristái, és minden nemzedéknek van egy, aki kiemelkedik e nagyok közül. Ilyen volt egykor Rubinstein. Aztán Horowitz, majd Richter, Cliburn, Argerich és Kiszin. Most itt van Trifonov”. Martha Argerich azt mondta róla: „Technikailag hihetetlen, amit a kezével csinál. … Soha nem hallottam ilyet”. Peter Goddard szerint „Trifonov vitathatatlanul a ma vezető klasszikus virtuóza”. Maga Trifonov azt nyilatkozta a technikáját hangsúlyozó írásokra, hogy a „technikának mindig a zeneszerző zenéjét kell szolgálnia, nem csak a látványosságot.” Erre utal Goddard cikkének a címe is: „Danyiil Trifonov: Egy antivirtuóz a virtuózok korában”.
New Yorkban él. 2017-ben megnősült, felesége a Dominikából származó Judith Ramirez, aki kiadói tevékenységet folytat.

## Felvételei
A táblázat Trifonov hang- és videofelvételeit tartalmazza (stúdió- és élő felvételek).
| Megjelenés           | Cím | Zenekar, karmester, közreműködő                                  | Kiadó                                  |
| -------------------- | --- | ---------------------------------------------------------------- | -------------------------------------- |
| 2011. április 2.     | Daniil Trifonov plays Frédéric Chopin Chopin szólódarabok [élő]                                                                  |                                                                  | Decca Classics                         |
| 2011. május 20.      | Chopin: Mazurki; Konzert Chopin szólódarabok, 1., e-moll zongoraverseny [élő]                                                    | Warsaw Philharmonic Orchestra, Antoni Wit                        | Fryderyk Chopin Institute              |
| 2011. július 24.     | Chopin: 1., e-moll zongoraverseny, Chopin szólódarabok                                                                           | Polish Chamber Philharmonic Orchestra, Wojciech Rajski           | Dux Records                            |
| 2012. augusztus 27.  | Csajkovszkij: 1., b-moll zongoraverseny, szóló darabok különböző szerzőktől                                                      | Mariinsky Theatre Orchestra, Valerij Gergijev                    | Mariinsky                              |
| 2013. szeptember 30. | Trifonov: The Carnegie Recital Szkrjabin-, Liszt-, Chopin-, Medtner-darabok [élő]                                                |                                                                  | Deutsche Grammophon                    |
| 2014. október 7.     | Trifonov Live Válogatásalbum [élő]                                                                                               |                                                                  | Deutsche Grammophon                    |
| 2015. április 28.    | Shostakovich: Complete Symphonies & Concertos Sosztakovics: 1., c-moll zongoraverseny [videó]                                    | Mariinsky Theatre Orchestra, Valerij Gergijev                    | Arthaus Musik                          |
| 2015. június 15.     | Rachmaniana (Rachmaninov-darabok)                                                                                                | Philadelphia Orchestra, Yannick Nézet-Séguin                     | Deutsche Grammophon                    |
| 2015. szeptember 25. | Daniil Trifonov – The Magics of Music/The Castelfranco Veneto Recital Chopin-, Ravel-darabok, saját zongoraversenye stb. [videó] |                                                                  | Allegro Films/Christopher Nupien Films |
| 2015. augusztus 28.  | Daniil Trifonov – Sergei Rachmaninov Variations Rachmaninov-variációk                                                            | Philadelphia Orchestra, Yannick Nézet-Séguin                     | Deutsche Grammophon                    |
| 2016. október 7.     | Transcendental – Daniil Trifonov Plays Franz Liszt Liszt Ferenc: Transzcendens etűdök, más Liszt-darabok                         |                                                                  | Deutsche Grammophon                    |
| 2017. február 24.    | Preghiera – Rachmaninov: Piano Trios Kreisler-trió, Rachmaninov-triók                                                            | Gidon Kremer, Giedre Dirvanauskaite                              | Deutsche Grammophon                    |
| 2017. október 6.     | Chopin Evocations Chopin két zongoraversenye, más darabok                                                                        | Mahler Chamber Orchestra, Mihail Pletnyov; Szergej Babajan       | Deutsche Grammophon                    |
| 2017. november 3.    | Schubert: Forellenquintett Schubert: D 667 zongoraötös, más Schubert-darabok                                                     | Anne-Sophie Mutter, Li Hvajun, Maximilian Hornung, Roman Patkoló | Deutsche Grammophon                    |
| 2018. október 12.    | Destination Rachmaninov – Departure Rachmaninov: 2. zongoraverseny, más darabok                                                  | Philadelphia Orchestra, Yannick Nézet-Séguin                     | Deutsche Grammophon                    |
| 2019. január 18.     | Live from the Forbidden City Több darab, Trifonov Rachmaninov: 2. zongoraversenyét játssza [élő videó]                           | Shanghai Symphony Orchestra, Ju Long                             | Deutsche Grammophon                    |
| 2019. október 19.    | Destination Rachmaninov – Arrival Rachmaninov-darabok                                                                            | Philadelphia Orchestra, Yannick Nézet-Séguin                     | Deutsche Grammophon                    |
| 2019. november 22.   | Destination Rachmaninov Rachmaninov zongoraversenyek, átiratok                                                                   | Philadelphia Orchestra, Yannick Nézet-Séguin                     | Deutsche Grammophon                    |

## Fordítás
- Ez a szócikk részben vagy egészben  a   Daniil Trifonov című angol Wikipédia-szócikk fordításán alapul.  Az eredeti cikk szerkesztőit annak laptörténete sorolja fel. Ez a jelzés csupán a megfogalmazás eredetét és a szerzői jogokat jelzi, nem szolgál a cikkben szereplő információk forrásmegjelöléseként.